# Replay (singolo Iyaz)
Replay è un singolo del cantante anglo-verginiano Iyaz, pubblicato il 7 luglio 2009 come primo estratto dal primo album in studio omonimo.

## Video musicale
Il video musicale, diretto da Bobby Wan, è stato girato a Playa Del Rey in California.

## Tracce
Testi e musiche di K. Jones, J. Rotem, K. Anderson, J. Desrouleaux e T. Thomas.
Download digitale, streaming
1. Replay – 3:02

Download digitale, streaming – EP
1. Replay – 3:02
2. Replay (Flo Rida Version) – 3:02
3. Replay (Donni Hotwheel Club Mix) – 3:13
4. Replay (Jason Nevins Club Mix) – 3:45
5. Replay (Ruff Loadez Club Mix) – 6:23
6. Replay (A Capella Version) – 3:01

CD singolo (Germania, Austria e Svizzera)
1. Replay – 3:03
2. Replay (Flo Rida Version) – 3:01

CD-Maxi (Germania, Austria e Svizzera)
1. Replay – 3:03
2. Replay (Flo Rida Version) – 3:03
3. Replay (Donni Hotwheel Club Mix) (Mixshow Master) – 3:16
4. Replay (Jason Nevins Club Mix) – 3:47
5. Replay (Ruff Loaderz Club Mix) – 6:27

## Formazione
Hanno partecipato alle registrazioni, secondo le note di copertina:
Musicisti
- Iyaz – voce
- J.R. Rotem – strumentazione, arrangiamento

Produzione
- J. R. Rotem – produzione
- Gelly Kusuma – registrazione
- Greg Ogan – ingegneria del suono aggiuntiva
- Șerban Ghenea – missaggio
- John Hanes – assistenza al missaggio
- Tim Robert – assistenza al missaggio

## Classifiche

### Classifiche settimanali
| Classifica (2009-10) | Posizione massima |
| -------------------- | ----------------- |
| Australia            | 1                 |
| Austria              | 3                 |
| Belgio (Fiandre)     | 3                 |
| Belgio (Vallonia)    | 6                 |
| Bulgaria             | 1                 |
| Canada               | 5                 |
| Danimarca            | 20                |
| Finlandia            | 7                 |
| Francia              | 7                 |
| Germania             | 7                 |
| Irlanda              | 2                 |
| Italia               | 4                 |
| Norvegia             | 12                |
| Nuova Zelanda        | 2                 |
| Paesi Bassi          | 8                 |
| Regno Unito          | 1                 |
| Repubblica Ceca      | 4                 |
| Slovacchia           | 3                 |
| Spagna               | 18                |
| Stati Uniti          | 2                 |
| Svezia               | 23                |
| Svizzera             | 1                 |

### Classifiche di fine anno
| Classifica (2009) | Posizione |
| ----------------- | --------- |
| Stati Uniti       | 83        |
| Classifica (2010) | Posizione |
| Australia         | 15        |
| Austria           | 48        |
| Belgio (Fiandre)  | 28        |
| Belgio (Vallonia) | 35        |
| Canada            | 32        |
| Francia           | 58        |
| Germania          | 47        |
| Italia            | 24        |
| Nuova Zelanda     | 37        |
| Paesi Bassi       | 49        |
| Regno Unito       | 18        |
| Stati Uniti       | 25        |
| Svizzera          | 14        |

## Cover
Nel 2022 l'italiano Shiva ha inciciso Pensando a lei, contenente un campionamento del brano.